# 無啓國

圖出自《古今圖書集成·方輿彙編·邊裔典·第一百三十九卷》

明朝，胡文煥《山海經圖》

無啓國，又稱作無啟國、無䏿國、無綮國、無繼國，是《淮南子》所記海外三十六國之一，位於北方，其民稱作無繼民、無䏿民，其人沒有後嗣，居住在洞穴中，無男女之別，依賴食空氣、魚與土維持生命，死則埋於土中。人雖死，但其靈魂不死，一百年（一說一百二十年）後再生復活為人。
在《山海經·海外北經》、《大荒北經》中有所記載。

## 文化
在《鏡花緣》第十六回有與無啓國相關的情節，其中多九公講述，無啓國人民看破死生、不慕榮利。